# Carnation, Lily, Lily, Rose
Carnation, Lily, Lily, Rose est une peinture à l'huile sur toile réalisée par le peintre anglo-américain John Singer Sargent en 1885-1886.

## Histoire
L'idée de ce tableau lui est venue lors d'une expédition en bateau sur la Tamise à Pangbourne en septembre 1885, avec l'artiste américain Edwin Austin Abbey. Il a vu des lanternes chinoises suspendues parmi des arbres et des lys.
Il a commencé le tableau lors de son séjour chez le peintre F.D. Millet à Broadway, Worcestershire, peu de temps après son déménagement de Paris en Grande-Bretagne.
Au début, il a utilisé la fille de cinq ans des Millet, Katharine, comme modèle, mais elle a rapidement été remplacée par Polly et Dorothy (Dolly) Barnard, les filles de l'illustrateur Frederick Barnard, car elles avaient exactement la couleur de cheveux que Sargent recherchait. Dolly, onze ans, est à gauche ; Polly, sept ans, est à droite.
Un carnet de croquis au Fogg Museum de Cambridge comprend les dessins de contour de Sargent pour la peinture, et deux dessins à la Tate (Tate Gallery A00850-1) montrent les poses précises dont il avait besoin pour les profils des filles.

## Technique
C'est l'une des rares compositions de figures qu'il ait jamais faites à l'extérieur à la manière impressionniste, de septembre à début novembre 1885. Il y travailla de nouveau dans la nouvelle maison des Millets, Russell House, au cours de l'été 1886. Il n'a pu travailler que quelques minutes chaque soir lorsque la lumière était parfaite. Il place son chevalet et ses peintures à l'avance, et pose ses modèles en prévision des quelques instants où il pourrait peindre la lumière mauve du crépuscule. Lorsque l'automne est arrivé et que les fleurs sont mortes, il du remplacer les fleurs par des fleurs artificielles. Son ami Edmund Gosse a enregistré la méthode de travail de Sargent :
« Instantanément, il prit place à distance de la toile, et à un certain niveau de lumière il s'élança sur la pelouse  comme une bergeronnette, plantant en même temps, de rapides touches de peinture sur le tableau, puis se retirant de nouveau, avec une égale soudaineté, pour répéter l'action de la houe. Tout cela n'a duré que deux ou trois minutes, la lumière déclinant rapidement, puis, tandis qu'il laissait les demoiselles enlever ses instruments, Sargent nous rejoignait, tant que le crépuscule le permettait, pour un dernier tour au tennis sur gazon. (cité dans Charteris, pp.74-5) »

## Réception critique
L'image a été à la fois acclamée et décriée lors de l'exposition de la Royal Academy de 1887. Le titre vient de la chanson "The Wreath", du compositeur d'opéras du XVIIIe siècle Joseph Mazzinghi, qui était populaire dans les années 1880. Sargent et son entourage chantaient fréquemment autour du piano à Broadway. Le refrain de la chanson pose la question 'Avez-vous vu ma Flora passer par ici ?' à laquelle la réponse est « œillet, lis, lis, rose ».

## Conservation
Le tableau a été acheté pour la Tate Gallery en 1887, aux termes du legs Chantrey, en grande partie sur l'insistance du président de la Royal Academy, Sir Frederic Leighton. Un portrait par Sargent de Mme Barnard (1885), réalisé en même temps que Carnation, Lily, Lily, Rose, est également à la Tate.